# Заваллівський гірничозбагачувальний комбінат
Заваллівський гірничозбагачувальний комбінат — на початку ХХІ ст. ключове підприємство для графітової промисловості України.

## Загальна характеристика
ТОВ Заваллівський графіт (смт Завалля Кіровоградської обл.) працює з 1934 року. Виробничі потужності — до 30 000 т графіту на рік. Номенклатура продукції включає понад 25 основних марок графіту з вмістом вуглецю від 85 % до 99,5 % та розміром від 10 до 200 мкм, також колоїдно-графітові препарати і мастильно-охолоджуючі рідини на основі графіту.. Комбінат працює на рудах Заваллівського родовища графіту. Основним видом продукції ЗГК є графіт кристалічний, який використовують у виробництві ливарних присадок, обмазок, ливарних фарб, ущільнювальних сумішей тощо.
Станом на 2020-ті роки за даними Industrial Minerals (Англія) ТОВ «Заваллівський графіт» входить в ТОП-10 в світі серед виробників природного графіту.